# Ундециленова кислота
Ундециленова кислота — синтетичний протигрибковий препарат для місцевого застосування.

## Фармакологічні властивості
Ундециленова кислота — синтетичний протигрибковий препарат широкого спектра дії. Препарат має як фунгіцидну, так і фунгістатичну дію, що залежить від концентрації препарату. Механізм дії препарату точно не встановлений. До препарату чутливі грибки родів Candida spp, Trichophyton spp., Microsporum spp., Epidermophyton spp., Scopulariopsis spp. При місцевому застосуванні практично не всмоктується через шкіру, немає даних про створення високих концентрацій в крові та внутрішніх органах. Дані про метаболізм препарату та виділення ундециленової кислоти з організму відсутні.

## Медичне застосування
Дозволено до використання НЗСУ, FDA

## Показання до застосування
Ундециленова кислота застосовується при лікуванні дерматомікозів, поверхневих епідермофітій, трихофітій, кандидозів та при змішаних інфекціях шкіри та зовнішнього слухового проходу.

## Побічна дія
При застосуванні ундециленової кислоти спостерігаються наступні побічні ефекти: рідко — висипання на шкірі, свербіж та гіперемія шкіри.

## Протипокази
Ундециленова кислота протипоказана при підвищеній чутливості до препарату. З обережністю препарат застосовують при вагітності та годуванні грудьми.

## Форми випуску
Ундециленова кислота випускається у вигляді розчину для зовнішнього застосування по 25 мл. та спрею для зовнішнього застосування по 30 мл.

## Синоніми
10-undecenoic acid, ácido 10-undecenoico, Undecenoic acid, Undecylenate, Undecylenic acid
Нітрофунгін, Цинкундан

### Комбіновані засоби
Мікосептин